# 補助金等に係る予算の執行の適正化に関する法律
補助金等に係る予算の執行の適正化に関する法律（ほじょきんとうにかかるよさんのしっこうのてきせいかにかんするほうりつ、昭和30年8月27日法律第179号）は、補助金等に係る予算の執行の適正化に関する日本の法律である。

## 主務官庁
- 財務省大臣官房会計課[1]

他の全ての省庁、独立行政法人等と連携して執行にあたる。

## 概要
補助金等の交付の申請、決定等に関する事項その他補助金等に係る予算の執行に関する基本的事項を規定することにより、補助金等の交付の不正な申請及び補助金等の不正な使用の防止その他補助金等に係る予算の執行並びに補助金等の交付の決定の適正化を図ることを目的とする。
施行は1955年。
不正な手段による補助金について刑事罰が規定されている。

## 構成
- 第一章 総則（1 - 4条）
- 第二章 補助金等の交付の申請及び決定（5 - 10条）
- 第三章 補助事業等の遂行等（11 - 16条）
- 第四章 補助金等の返還等（17 - 21条）
- 第五章 雑則（21条の2 - 28条）
- 第六章 罰則（29 - 33条）
- 附則

## 関連書籍
- 大鹿行宏「補助金等適正化法講義」（大蔵財務協会）